# دان إوينغ
دانيال إم إوينغ (مواليد 3 يونيو 1985) ، هو ممثل أسترالي. ظهر في سلسلة ذهاباً وإياباً من شبكة سفن بدور روبن همفريز خلال عام 2007. في عام 2011 ، عاد إلى المسلسل الأسترالي ، وتلقى هذه المرة دورًا أكبر ، حيث لعب دور هيث براكستون .

## حياته المبكره
ولد إوينغ في مانلي ونشأ في فورستفيل .  وهو الابن الأكبر من بين أربعة أطفال. التحق إيوينج بماريست كوليدج نورث شور ، حيث شارك في العديد من المسرحيات الموسيقية. لعب إوينغ كرة السلة لفريق مانلي وارينجا وشارك في بطولتين على مستوى الولاية وقام بجولة في الولايات المتحدة وكندا. حصل إوينغ على منحة المعهد الوطني للفنون المسرحية في عام 2008. 

## فيلموغرافيا
| عام                          | عنوان                          | وظيفة               | ملاحظات                                   |
| ---------------------------- | ------------------------------ | ------------------- | ----------------------------------------- |
| 2004                         | لحم ميت                        | قلعة الزومبي        |                                           |
| 2006                         | عودة سوبرمان                   | طالب جامعي          |                                           |
| 2007                         | جراند سموك                     | فنسنت               |                                           |
| 2007                         | ذهابا وايابا                   | روبن هامفيريس       | دور متكرر الموسم 20                       |
| 2008                         | ثورة                           | براندون             |                                           |
| 2008                         | المياه الزرقاء عالية           | دور الضيف           |                                           |
| 2009                         | الإنقاذ: العمليات الخاصة       | جاك جاردنر          | الحلقة رقم 1.09.2                         |
| 2009                         | باور رينجرز دورة في الدقيقة    | ديلون الحارس الأسود |                                           |
| 2010                         | مفعم بالحيوية                  | جايسون ستون         | الحلقة # 1.05                             |
| 2011-2014 ، 2016-2017 ، 2020 | ذهابا وايابا                   | هيث براكستون        | سلسلة عادية                               |
| 2015                         | البيت والبعيد: العين بالعين    | هيث براكستون        | ميزة الطول الخاصة                         |
| 2016                         | أيدي المصنع                    | لويس هاين           | قصيرة                                     |
| 2016                         | بيلابونج الأحمر                | نيك مارشال          |                                           |
| 2016                         | المنزل وبعيدا: الانتقام        | هيث براكستون        | ميزة الطول الخاصة                         |
| 2017                         | المنزل والبعيد: الكل أو لا شيء | هيث براكستون        | ميزة الطول الخاصة                         |
| 2018                         | الوحش لا أكثر                  | جيك                 |                                           |
| 2018                         | 1                              | دارين               |                                           |
| 2018                         | احتلال                         | مات سيمونز          |                                           |
| 2018                         | مطاردة المذنبات                | مطاردة              |                                           |
| 2018                         | مسلفة                          | ممرضة رولينغز       | الحلقة: "Lex Talionis" ("قانون الانتقام") |
| 2020                         | الحب والوحوش                   | قبعة                |                                           |
| 2021                         | المهنة: هطول الأمطار           | مات سيمونز          |                                           |

## روابط خارجية
- [http://www.imdb.com/name/nm2045439/ Daniel Ewing

] في قاعدة بيانات الأفلام على الإنترنت
- دان إوينغ في johnsonlaird.com